# Euryischia vertexalis
Euryischia vertexalis är en stekelart som beskrevs av Girault 1930. Euryischia vertexalis ingår i släktet Euryischia och familjen växtlussteklar. Inga underarter finns listade i Catalogue of Life.